# Remi de Reims
Pour les articles homonymes, voir Saint Rémi.
Saint Remi (vers 437 - 13 janvier 533), né dans ce qui n'était pas encore le diocèse de Laon, est le 15e évêque de Reims où il siégea pendant soixante-quatorze ans, si l'on croit l'inscription « à partir de 459-462 jusqu'à sa mort » que fit porter sur son tombeau l'archevêque Hincmar de Reims en 852. Celui qui sera honoré du titre d'apôtre des Francs par ce même Hincmar, baptisa le roi Clovis Ier, le 25 décembre d'une année comprise entre 496 et 506, avec 3 000 guerriers francs de son entourage. Il a sans doute contribué à organiser sa province ecclésiastique, sans pouvoir affirmer qu'il soit le fondateur des sièges épiscopaux de Thérouanne, d'Arras, encore moins de Laon.
Saint Remi est l'un des patrons de l'archidiocèse de Reims. Il est célébré le 15 janvier en France, et le 13 janvier au martyrologe romain. Dans le diocèse de Reims, il est fêté le 1er octobre conformément à une tradition locale remontant à la fin du VIe siècle,.

## Biographie

### Famille
Remi porte un nom de baptême d'origine latine : il signe tantôt Remigius (rameur), tantôt Remedius (remède). L'orthographe Remi (sans accent et avec un « i ») est attestée en 1794 par Hourelle, Povillon, Bertin (curé de Saint-Remi).
Il est né, selon la tradition, à Cerny-en-Laonnois, près de Laon, dans la bonne société gallo-romaine. Il est dit fils du "comte" de Laon, Emilius, et de sainte Céline.
D'après la Vita Remigii rédigée par Hincmar avant 882, sa naissance avait été annoncée à sa mère par saint Montan (Montanus), qui donna son nom au village de Saint-Montan en Vivarais où il se retira. Cet ermite aveugle revint peu après la naissance de Remi et recouvra la vue grâce au lait maternel de Céline.

### Début de carrière ecclésiastique
Remi fit sans doute des études, selon l'usage de son milieu social, à Reims, puis fut élu évêque de Reims à seulement vingt-deux ans, sans être encore entré dans les ordres. Le frère de Remi, saint Principe (Principius), était déjà évêque de Soissons. Il correspondit, comme Remi, avec saint Sidoine Apollinaire (livre IX, 8), dont les lettres donnent une idée du style littéraire gallo-romain, élégant et très cultivé que les trois hommes avaient en commun.

### Baptême de Clovis

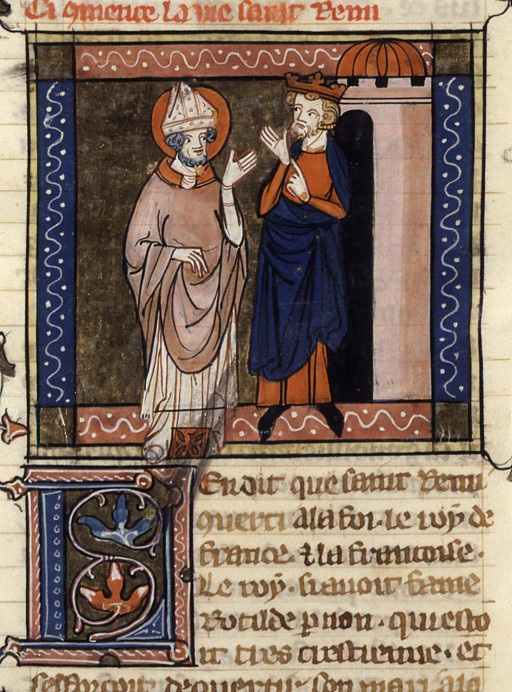
Saint Remi et Clovis Ier. Jacques de Voragine, Légende dorée, XIVe siècle.

L'histoire du Vase de Soissons, sans doute l'un des vases sacrés de l'Église de Reims qui avaient été volés puis rendus à Remi, témoigne des relations respectueuses qui existaient entre Remi et Clovis Ier, roi des Francs.
Remi prit acte de la conversion de ce dernier au catholicisme et, avec l'aide de Vaast d'Arras et sous l'influence de la seconde épouse du roi, la princesse burgonde Clotilde, fille du roi Burgonde Chilpéric II, il lui conféra le baptême à Noël d'une date comprise entre 496 et 506.
Le baptême de Clovis est l'un des événements-clefs de l'histoire du christianisme en Gaule puis en France et à partir d'Henri Ier en 1027, tous les rois de France sont sacrés à Reims sauf Louis VI le Gros à Orléans, Henri IV à Chartres et Louis XVIII qui n'a pas été sacré. Saint Grégoire de Tours, au VIe siècle, dans son Histoire des Francs relate ainsi l'événement :

« Le roi demanda le premier à recevoir le baptême des mains du pontife. Il s'avance, nouveau Constantin, vers le bain sacré pour se laver de la lèpre ancienne qui le couvrait, et faire disparaître dans cette eau salutaire toutes les taches dont il était souillé. Au moment où il entra dans le baptistère, le saint lui adressa d'une voix grave et solennelle : « Mitis depone colla, Sicamber, Sois humble, enlève tes colliers, Barbare, ; adora quod incendisti, incende quod adorasti, adore ce que tu as brûlé, brûle ce que tu as adoré ». Le roi ayant confessé qu'il reconnaissait un seul Dieu tout-puissant en trois personnes, fut baptisé au nom du Père, du Fils et du Saint-Esprit, et reçut l'onction du saint chrême avec le signe de la croix. »

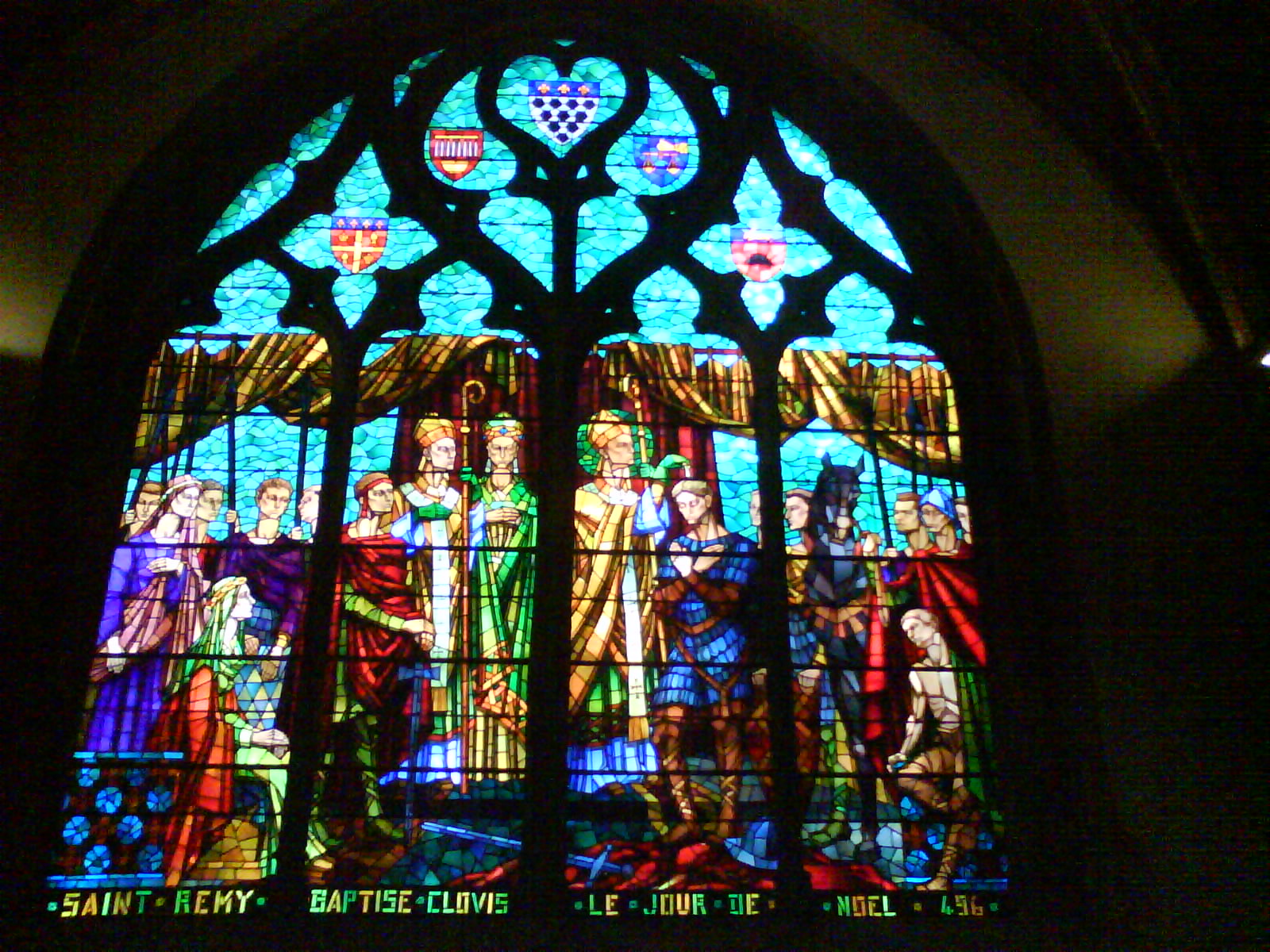
Saint Remi baptise Clovis le jour de Noël, vitrail de l'église Saint-Bonaventure, à Lyon.

Après son baptême, Clovis cède sa place à ses sœurs Alboflède, dite la païenne et à Lantechilde, adepte de l'arianisme, puis c'est le tour des fidèles soldats. 
Selon les Dix livres d'histoire de l'évêque Grégoire de Tours, 3 000 Francs furent baptisés avec lui ainsi que ses deux sœurs, Alboflède et Lantechilde (Livre II, ch. 31).
Le chroniqueur italien du XIIIe siècle, Jacques de Voragine, raconte que, selon Hincmar, archevêque de Reims (vers 802-882), comme il n'y avait pas de saint chrême pour oindre le front de Clovis, le Saint-Esprit lui-même, sous la forme d'une colombe, en aurait apporté dans une fiole : la Sainte Ampoule. Elle sert par la suite à l'onction des rois de France durant leurs sacres.
Clovis Ier accorda à Remi des terres, où ce dernier fit bâtir et consacra un grand nombre d'églises.

### Prestige
Remi n'a assisté à aucun des conciles ecclésiastiques gaulois, se faisant à peine représenter peut-être à celui d'Orléans (511). Hincmar comble cette lacune en inventant un synode que Remi aurait organisé à Reims : l'évêque y aurait réduit au silence un évêque qui penchait pour l'arianisme. La réalité semble bien différente : Remi ne jouissait pas de son prestige certain auprès de tous ses confrères.
L'une de ses lettres, à propos d'un certain Claudius, un prêtre qu'il avait consacré, lui valut les réprimandes de ses confrères évêques, qui jugeaient que Claudius ayant fait des dettes méritait d'être dégradé. La réponse de Remi plaide en faveur de la miséricorde et exprime sa vive admiration pour l'œuvre de restauration chrétienne accomplie par Clovis.

## Postérité

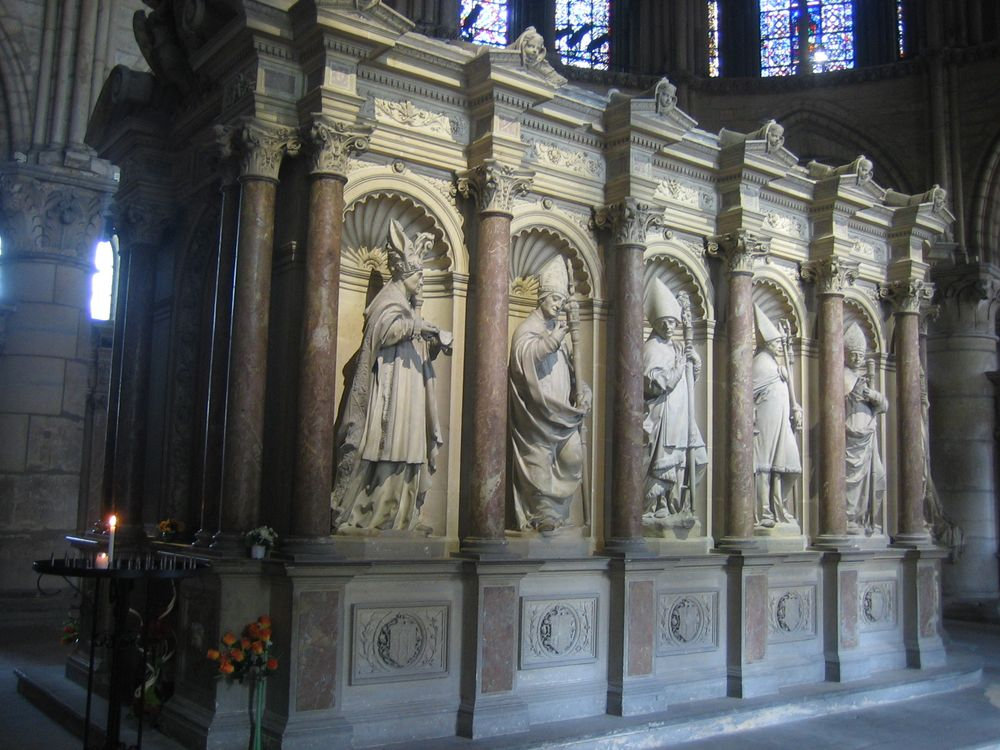
Tombeau de saint Remi dans le chœur de la basilique Saint-Remi de Reims.

### Tombeau
Remi a été inhumé dans la petite église Saint-Christophe, devenue la basilique Saint-Remi. En 852, Hincmar procéda à l'élévation des reliques, dont une partie minime fut déplacée à Sainte-Marie de Reims ; cette cérémonie correspondait à sa canonisation. La châsse fut mise à l'abri des invasions normandes en 882 à Épernay, puis dans l'église de l'abbaye Saint-Pierre d'Orbais, puis solennellement rapportée en juin 883 à Sainte-Marie. En 900, l'archevêque Hervé replace les reliques à Saint-Remi où elles ont été vénérées jusqu'à la Révolution française. Le corps de saint Remi était conservé intact.

### Culte et dévotion

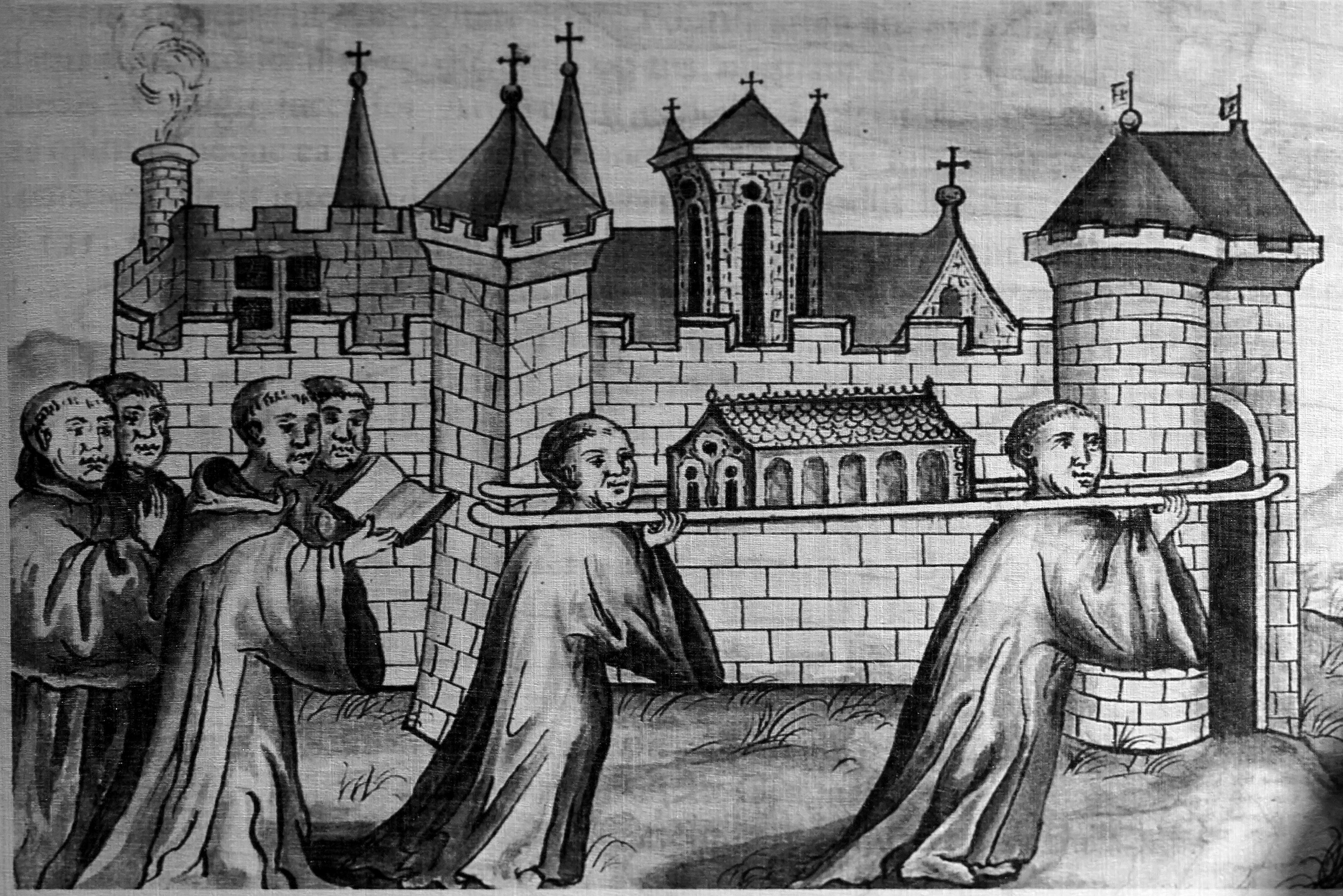
Procession des reliques de Remi hors les murs de la ville.

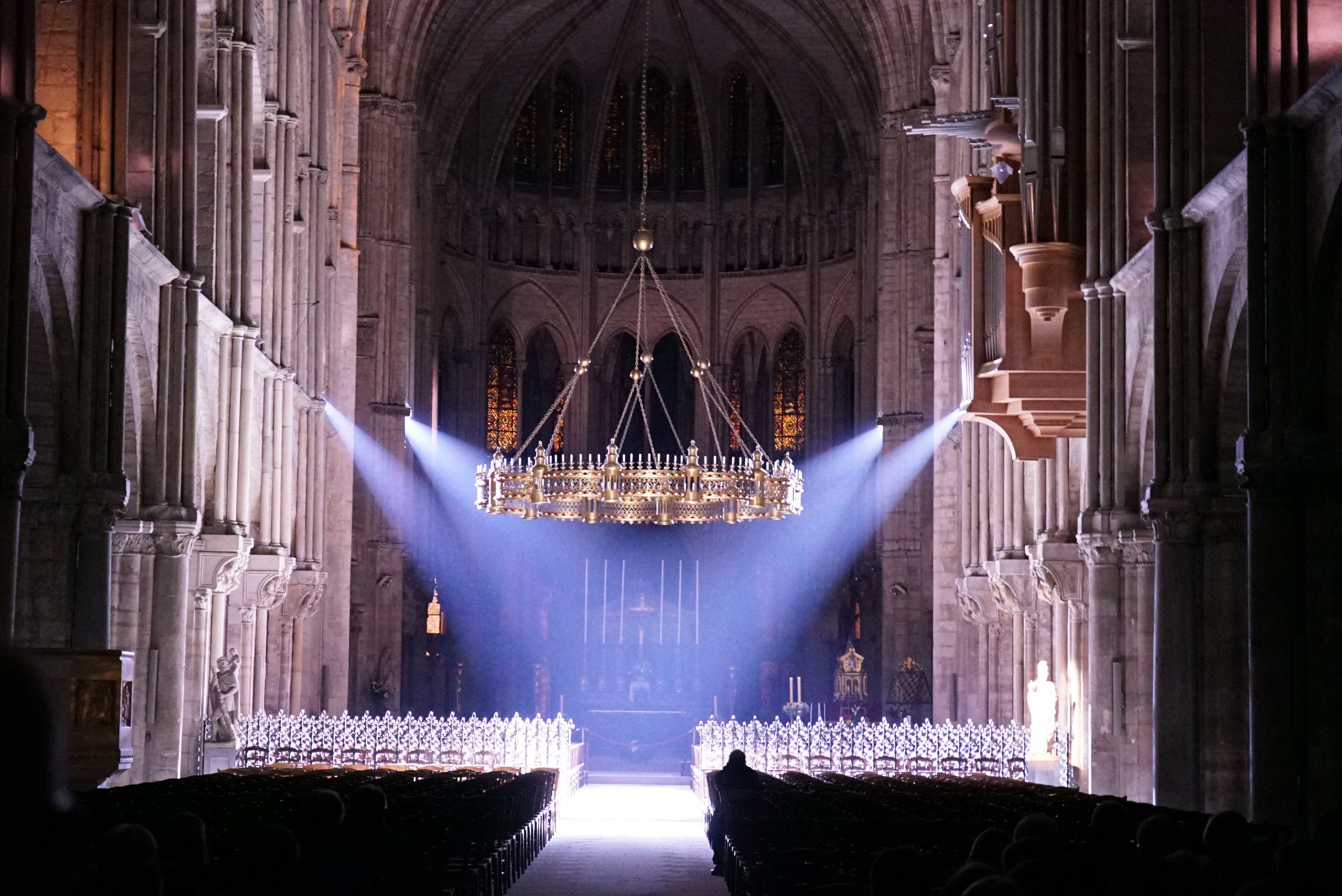
La couronne de lumière en la basilique.

L'archidiocèse de Reims compte plus de 90 paroisses dédiées à saint Remi. De nombreux villages français portent également son nom.
Chaque année, l'allumage du lustre monumental, dont les 96 lampes rappellent ses années de vie sur terre, attire de nombreux pèlerins et touristes en l'abbaye Saint-Remi de Reims.
Un chapitre collégial et l'ordre de Saint-Rémi sont respectivement fondés en 2016 et 2017 sous son patronage afin d'œuvrer « à la fidélité de la France aux promesses de son Baptême », par l'organisation de pèlerinages, par des conférences et surtout par la célébration solennelle du culte divin, comme lors d'une messe de pèlerinage devant sa châsse, le 2 juillet 2019.
Son nom se retrouve dans plusieurs communes, dont celui de la commune valdôtaine de Saint-Rhémy-en-Bosses.

### Tentures sur la vie de Saint-Remi
Les tentures de la vie de saint Remi sont constituées par un ensemble de dix grandes tapisseries qui retracent les épisodes de la vie et les miracles de Saint Remi, Saint Apôtre des Gaules.
Elles ont été réalisées entre 1523 et 1531 et furent offertes à l'abbaye par l'archevêque de Reims, Robert de Lenoncourt. Elles avaient pour vocation d’orner la basilique et de servir d’isolant.

## Écrits

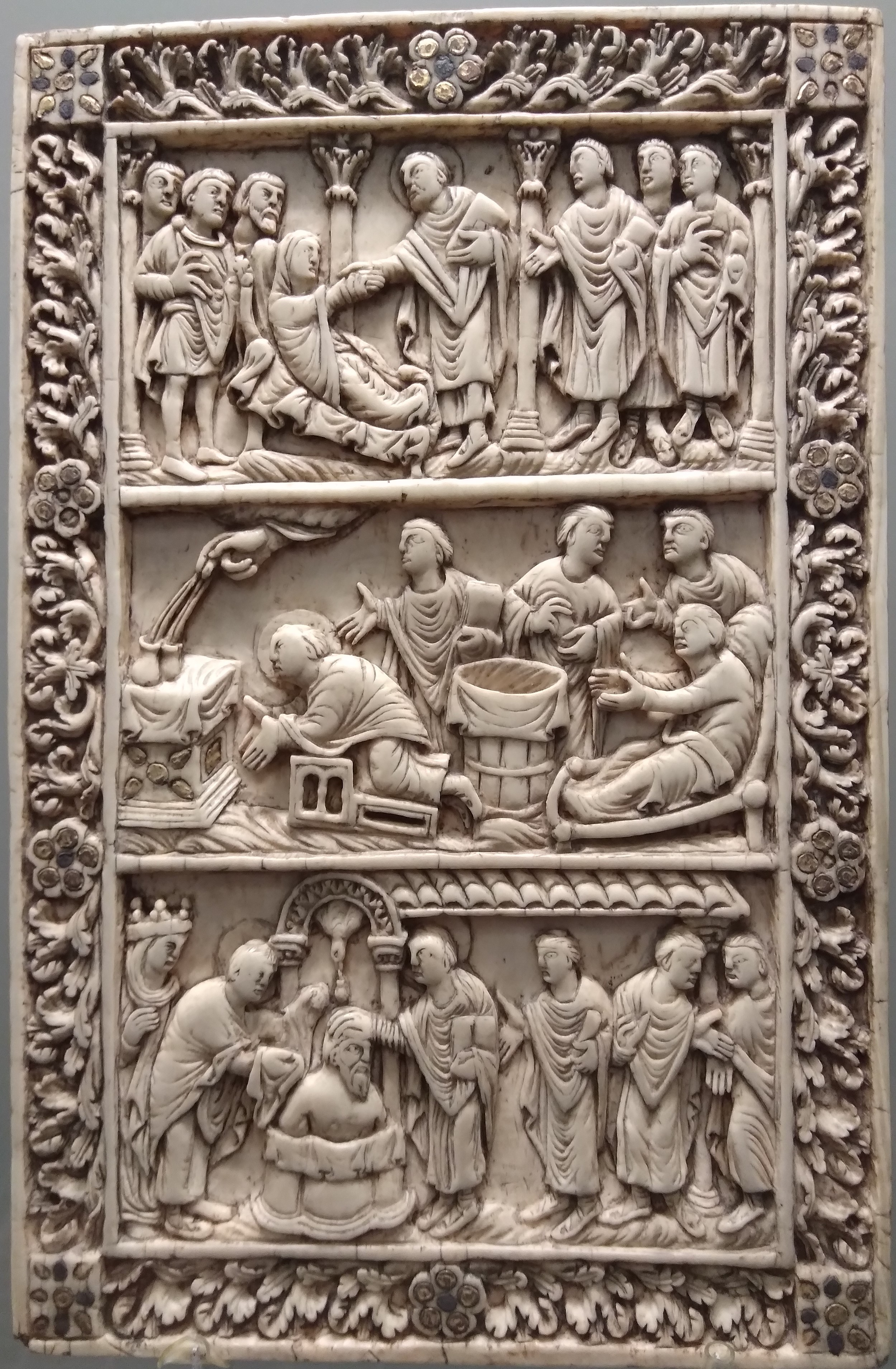
Plaque d'ivoire sculpté qui ornait la reliure d'un manuscrit du IXe siècle, représentant les Miracles de saint Remi (musée de Picardie, Amiens).

Il nous reste peu d'écrits authentiques de Remi :
- Ses déclamations ont été admirées de façon savante par saint Sidoine Apollinaire dans une lettre à Remi élégamment écrite (livre IX, 7) mais elles sont perdues. Quatre lettres subsistent : une contenant sa défense au sujet de Claudius, deux écrites à Clovis Ier et une quatrième à l'évêque de Tongres.
- Le Grand testament de saint Remi[11] est connu par différentes versions dont certaines (les plus longues) sont probablement apocryphes car anachroniques, mais l'une a été prouvée comme étant indiscutablement authentique par l'abbé Dessailly de l'Académie de Reims[12].
- Le Petit testament, contenu dans certains manuscrits de la Vita Remigii, est authentique.
- Une biographie courte, la Vita brevis, antérieure à Hincmar, a été autrefois attribuée à Venance Fortunat (Venantius Fortunatus).
- Une lettre félicitant le pape Hormisdas de son élection en 523 est apocryphe.
- La lettre dans laquelle le pape Hormisdas paraît l'avoir nommé vicaire du royaume de Clovis Ier a été dénoncée comme un faux. On présume qu'il s'agit d'un essai de l'évêque Hincmar de Reims de fonder ses prétentions à l'élévation de Reims à la primauté.

Un commentaire des Épîtres de Paul édité par Villalpandus en 1699 n'est pas de lui, mais d'un autre Remi, évêque d'Auxerre (Encyclopædia Britannica 1911).

## Représentation iconographique
La plus ancienne représentation figurée du baptême de Clovis et du miracle de la Sainte Ampoule est sculptée sur une plaque d'ivoire qui ornait la reliure d'un manuscrit du IXe siècle, représentant les Miracles de saint Remi ; elle est conservée au musée de Picardie, à Amiens.